# Semaeopus decalvaria
Semaeopus decalvaria là một loài bướm đêm trong họ Geometridae.